# Copa Mundial de Fútbol Sub-17 de 2007
La Copa Mundial Sub-17 de la FIFA Corea del Sur 2007 (en inglés: FIFA U-17 World Cup South Korea 2007) fue la XII edición de la Copa Mundial de Fútbol Sub-17. Esta versión del torneo fue realizada en Corea del Sur, entre el 18 de agosto y el 9 de septiembre de 2007, siendo la segunda oportunidad en que dicho país organiza una copa mundial de este deporte luego de compartir los honores con Japón para la Copa Mundial de Fútbol de 2002.
El campeonato, que se inició el 18 de agosto, estuvo compuesto de dos fases: en la primera, se conformaron 6 grupos de 4 equipos cada uno, avanzando a la siguiente ronda los dos mejores de cada grupo y los cuatro mejores equipos que terminaron en el tercer lugar de su grupo. Los 16 equipos clasificados se enfrentaron en partidos eliminatorios hasta que los dos finalistas, España y Nigeria disputaron el partido decisivo en el Estadio Mundialista de Seúl el 9 de septiembre. Tras el tiempo reglamentario y la prórroga, ninguno de los dos equipos anotaron goles por lo que se recurrió a la tanda de penales; España falló todos sus tiros y Nigeria, anotando tres consecutivamente, alcanzó su tercer campeonato en esta categoría. El tercer lugar quedó en manos de Alemania, superando al combinado de Ghana.
En este torneo, por primera vez participaron 24 equipos compuestos únicamente por jugadores nacidos después del 1 de enero de 1990.

## Desarrollo
El campeonato comenzó con varias sorpresas. En el grupo A se clasificó la sorprendente selección del Perú y Costa Rica. En el equipo peruano destacaban Reimond Manco, Irven Ávila, Alonso Bazalar, entre otros. En el grupo B, Brasil no tuvo problemas aunque perdió ante Inglaterra (1-2) y terminó segundo.
En el grupo C, una brillante selección de España, donde aparecieron jugadores como Fran Mérida, Jordi Pablo, Daniel Aquino y Bojan Krkić –considerado el mejor jugador salido de aquel torneo–, pasó a segunda fase junto a la Argentina y Siria. En el grupo D, Nigeria clasificó a octavos de final venciendo a todos sus rivales y teniendo como goleador Macauley Chrisantus, quien anotó 5 tantos en la primera fase. Francia fue segunda del grupo.
El grupo E fue testigo de partidos interesantes y emotivos, como la victoria de Tayikistán sobre Estados Unidos (4-3) donde los asiáticos lucharon hasta el último momento, y la victoria de Túnez sobre los occidentales (3-1) donde hubo 3 penales. Tayikistán pasó como tercero. 
Finalmente, en el grupo F, Alemania y Ghana lograron su pase a octavos en un grupo reñido, donde Ransford Osei anotó 4 goles y Cristian Nazarit le dio el pase a Colombia anotando 3 goles.

## Sedes
Para el torneo fueron habilitado 8 estadios a lo largo de todo el país. A pesar de la amplia infraestructura deportiva heredada de la Copa Mundial de Fútbol de 2002, sólo las sedes de Seogwipo y la capital Seúl utilizaron dichos estadios; los restantes recintos correspondieron a locales de menor envergadura.
| Corea del Sur               | Corea del Sur                                               | Corea del Sur                                               | Corea del Sur               |
| Seoul                       | Suwon                                                       | Goyang                                                      | Cheonan                     |
| --------------------------- | ----------------------------------------------------------- | ----------------------------------------------------------- | --------------------------- |
| Estadio Mundialista de Seúl | Complejo Deportivo de Suwon                                 | Estadio de Goyang                                           | Estadio de Cheonan          |
| Capacidad: 66,806           | Capacidad: 24,670                                           | Capacidad: 41,311                                           | Capacidad: 30,000           |
|                             |                                                             |                                                             |                             |
| Ulsan                       | Seúl Suwon Goyang Cheonan Ulsan Changwon Gwangyang Seogwipo | Seúl Suwon Goyang Cheonan Ulsan Changwon Gwangyang Seogwipo | Changwon                    |
| Estadio de Ulsan            | Seúl Suwon Goyang Cheonan Ulsan Changwon Gwangyang Seogwipo | Seúl Suwon Goyang Cheonan Ulsan Changwon Gwangyang Seogwipo | Changwon Civic Stadium      |
| Capacidad: 19,050           | Seúl Suwon Goyang Cheonan Ulsan Changwon Gwangyang Seogwipo | Seúl Suwon Goyang Cheonan Ulsan Changwon Gwangyang Seogwipo | Capacidad: 27,085           |
|                             | Seúl Suwon Goyang Cheonan Ulsan Changwon Gwangyang Seogwipo | Seúl Suwon Goyang Cheonan Ulsan Changwon Gwangyang Seogwipo |                             |
| Gwangyang                   | Seúl Suwon Goyang Cheonan Ulsan Changwon Gwangyang Seogwipo | Seúl Suwon Goyang Cheonan Ulsan Changwon Gwangyang Seogwipo | Seogwipo                    |
| Estadio de Gwangyang        | Seúl Suwon Goyang Cheonan Ulsan Changwon Gwangyang Seogwipo | Seúl Suwon Goyang Cheonan Ulsan Changwon Gwangyang Seogwipo | Estadio Mundialista de Jeju |
| Capacidad: 13,496           | Seúl Suwon Goyang Cheonan Ulsan Changwon Gwangyang Seogwipo | Seúl Suwon Goyang Cheonan Ulsan Changwon Gwangyang Seogwipo | Capacidad: 42,256           |
|                             | Seúl Suwon Goyang Cheonan Ulsan Changwon Gwangyang Seogwipo | Seúl Suwon Goyang Cheonan Ulsan Changwon Gwangyang Seogwipo |                             |

## Equipos participantes
Por primera vez en su historia, el torneo contó con 24 equipos, al ser ampliado el número de participantes desde 16 escuadras. Además del anfitrión Corea del Sur, 23 equipos clasificaron a la fase final del torneo a través de los torneos realizados por cada una de las seis confederaciones.
- Cuatro equipos asiáticos clasificaron en el Campeonato Sub-17 de la AFC de 2006, realizado en Singapur, entre el 3 y el 16 de septiembre de 2006.
- Cuatro equipos africanos clasificaron en el Campeonato Sub-17 Africano de 2007, realizado en Togo, entre el 10 y el 24 de marzo de 2007.
- Cinco equipos norteamericanos clasificaron en el Torneo Sub-17 de la Concacaf 2007, realizado en dos grupos. Dos provinieron del grupo disputado en Honduras entre el 4 y el 8 de abril de 2007, y tres del segundo hecho en Jamaica, entre el 18 y el 26 del mismo mes.
- Cuatro equipos sudamericanos clasificaron en el Campeonato Sudamericano Sub-17 de 2007 disputado en Ecuador, entre el 4 y el 25 de marzo de 2007
- Un representante de Oceanía, correspondiente al campeón del Campeonato Sub-17 de la OFC 2007 realizado en la Polinesia Francesa, entre el 22 y el 31 de marzo de 2007.
- Cinco representantes europeos clasificaron en el Campeonato Europeo de la UEFA Sub-17 2007 disputado en Bélgica, entre el 2 y el 13 de mayo de 2007.

En cursiva, los equipos debutantes en la Copa Mundial de Fútbol Sub-17.
| Clasificatorias | Clasificatorias | Clasificatorias | Clasificatorias | Clasificatorias | Clasificatorias |
| --------------- | --------------- | --------------- | --------------- | --------------- | --------------- |
| África          | Asia            | Europa          | Concacaf        | Oceanía         | Sudamérica      |

| Alemania        | Corea del Sur  | Haití         | Perú              |
| Argentina       | Costa Rica     | Honduras      | Siria             |
| Bélgica         | España         | Inglaterra    | Tayikistán        |
| Brasil          | Estados Unidos | Japón         | Togo              |
| Colombia        | Francia        | Nigeria       | Trinidad y Tobago |
| Corea del Norte | Ghana          | Nueva Zelanda | Túnez             |

## Resultados
Los horarios corresponden a la hora de Seúl (UTC+9)

### Primera fase

#### Grupo A
| Equipo        | Pts | PJ | PG | PE | PP | GF | GC | Dif |
| ------------- | --- | -- | -- | -- | -- | -- | -- | --- |
| Perú          | 7   | 3  | 2  | 1  | 0  | 2  | 0  | +2  |
| Costa Rica    | 4   | 3  | 1  | 1  | 1  | 3  | 2  | +1  |
| Corea del Sur | 3   | 3  | 1  | 0  | 2  | 2  | 4  | -2  |
| Togo          | 2   | 3  | 0  | 2  | 1  | 2  | 3  | -1  |

| 18 de agosto de 2007, 17:00 | Costa Rica   | 1:1 (0:1) | Togo     | Complejo Deportivo, Suwon                                                 |                                                                           |
|                             | Martínez 81' | Reporte   | Mani 39' | Asistencia: 7.256 espectadores Árbitro(s): Salvio Fagundes Filho (Brasil) | Asistencia: 7.256 espectadores Árbitro(s): Salvio Fagundes Filho (Brasil) |

| 18 de agosto de 2007, 20:00 | Corea del Sur | 0:1 (0:1) | Perú        | Complejo Deportivo, Suwon                                        |                                                                  |
|                             |               | Reporte   | Bazalar 29' | Asistencia: 27.112 espectadores Árbitro(s): Iván Bebek (Croacia) | Asistencia: 27.112 espectadores Árbitro(s): Iván Bebek (Croacia) |

| 21 de agosto de 2007, 17:00 | Togo | 0:0     | Perú | Complejo Deportivo, Suwon                                             |                                                                       |
|                             |      | Reporte |      | Asistencia: 1.300 espectadores Árbitro(s): Joel Aguilar (El Salvador) | Asistencia: 1.300 espectadores Árbitro(s): Joel Aguilar (El Salvador) |

| 21 de agosto de 2007, 20:00 | Costa Rica              | 2:0 (0:0) | Corea del Sur | Complejo Deportivo, Suwon                                               |                                                                         |
|                             | Ureña 85' · Peralta 91' | Reporte   |               | Asistencia: 23.120 espectadores Árbitro(s): Grzegorz Gilewski (Polonia) | Asistencia: 23.120 espectadores Árbitro(s): Grzegorz Gilewski (Polonia) |

| 24 de agosto de 2007, 20:00 | Corea del Sur         | 2:1 (1:1) | Togo        | Estadio de Ulsan, Ulsan                                              |                                                                      |
|                             | Seol 45+1' · Yoon 80' | Reporte   | Atakora 20' | Asistencia: 22.000 espectadores Árbitro(s): Bertrand Layec (Francia) | Asistencia: 22.000 espectadores Árbitro(s): Bertrand Layec (Francia) |

| 24 de agosto de 2007, 20:00 | Perú        | 1:0 (0:0) | Costa Rica | Mundialista de Jeju, Seogwipo                                      |                                                                    |
|                             | Bazalar 89' | Reporte   |            | Asistencia: 510 espectadores Árbitro(s): Eddy Maillet (Seychelles) | Asistencia: 510 espectadores Árbitro(s): Eddy Maillet (Seychelles) |

#### Grupo B
| Equipo          | Pts | PJ | PG | PE | PP | GF | GC | Dif |
| --------------- | --- | -- | -- | -- | -- | -- | -- | --- |
| Inglaterra      | 7   | 3  | 2  | 1  | 0  | 8  | 2  | +6  |
| Brasil          | 6   | 3  | 2  | 0  | 1  | 14 | 3  | +11 |
| Corea del Norte | 4   | 3  | 1  | 1  | 1  | 3  | 7  | -4  |
| Nueva Zelanda   | 0   | 3  | 0  | 0  | 3  | 0  | 13 | -13 |

| 18 de agosto de 2007, 14:00 | Corea del Norte | 1:1 (0:0) | Inglaterra | Mundialista de Jeju, Seogwipo                                         |                                                                       |
|                             | Rim 89'         | Reporte   | Moses 62'  | Asistencia: 12.600 espectadores Árbitro(s): Eddy Maillet (Seychelles) | Asistencia: 12.600 espectadores Árbitro(s): Eddy Maillet (Seychelles) |

| 18 de agosto de 2007, 17:00 | Brasil                                                                                                  | 7:0 (3:0) | Nueva Zelanda | Mundialista de Jeju, Seogwipo                                          |                                                                        |
|                             | Fabinho 1' · Lázaro 6' · Giuliano 33' · Fábio 50' · Alex Teixeira 54' · Lulinha 60' (pen.) · Júnior 87' | Reporte   |               | Asistencia: 8.500 espectadores Árbitro(s): Grzegorz Gilewski (Polonia) | Asistencia: 8.500 espectadores Árbitro(s): Grzegorz Gilewski (Polonia) |

| 21 de agosto de 2007, 17:00 | Nueva Zelanda | 0:5 (0:4) | Inglaterra                                   | Mundialista de Jeju, Seogwipo                                       |                                                                     |
|                             |               | Reporte   | Welbeck 3' 27' · Moses 7' 30' · Chambers 88' | Asistencia: 2.500 espectadores Árbitro(s): Bertrand Layec (Francia) | Asistencia: 2.500 espectadores Árbitro(s): Bertrand Layec (Francia) |

| 21 de agosto de 2007, 20:00 | Brasil                                                                 | 6:1 (4:1) | Corea del Norte | Mundialista de Jeju, Seogwipo                                            |                                                                          |
|                             | Fábio 4' 8' · Alex Teixeira 6' · Maicon 22' · Giuliano 47' · Choco 90' | Reporte   | An 24'          | Asistencia: 13.500 espectadores Árbitro(s): Ravshan Irmatov (Uzbekistán) | Asistencia: 13.500 espectadores Árbitro(s): Ravshan Irmatov (Uzbekistán) |

| 24 de agosto de 2007, 17:00 | Corea del Norte | 1:0 (0:0) | Nueva Zelanda | Estadio de Ulsan, Ulsan                                                    |                                                                            |
|                             | Rim 81'         | Reporte   |               | Asistencia: 6.000 espectadores Árbitro(s): Olegario Benquerença (Portugal) | Asistencia: 6.000 espectadores Árbitro(s): Olegario Benquerença (Portugal) |

| 24 de agosto de 2007, 17:00 | Inglaterra                       | 2:1 (1:1) | Brasil    | Estadio de Goyang, Goyang                                       |                                                                 |
|                             | Lansbury 45' (pen.) · Spence 90' | Reporte   | Tales 19' | Asistencia: 9.600 espectadores Árbitro(s): Ivan Bebek (Croacia) | Asistencia: 9.600 espectadores Árbitro(s): Ivan Bebek (Croacia) |

#### Grupo C
| Equipo    | Pts | PJ | PG | PE | PP | GF | GC | Dif |
| --------- | --- | -- | -- | -- | -- | -- | -- | --- |
| España    | 7   | 3  | 2  | 1  | 0  | 7  | 4  | +3  |
| Argentina | 5   | 3  | 1  | 2  | 0  | 5  | 2  | +3  |
| Siria     | 4   | 3  | 1  | 1  | 1  | 3  | 2  | +1  |
| Honduras  | 0   | 3  | 0  | 0  | 3  | 3  | 10 | -7  |

| 19 de agosto de 2007, 16:00 | Honduras                 | 2:4 (1:1) | España                       | Estadio de Ulsan, Ulsan                                               |                                                                       |
|                             | Martínez 20' · Rojas 72' | Reporte   | Bojan 2' 71' · Jordi 56' 81' | Asistencia: 4.800 espectadores Árbitro(s): Matthew Breeze (Australia) | Asistencia: 4.800 espectadores Árbitro(s): Matthew Breeze (Australia) |

| 19 de agosto de 2007, 19:00 | Argentina | 0:0     | Siria | Estadio de Ulsan, Ulsan                                             |                                                                     |
|                             |           | Reporte |       | Asistencia: 8.100 espectadores Árbitro(s): Bertrand Layec (Francia) | Asistencia: 8.100 espectadores Árbitro(s): Bertrand Layec (Francia) |

| 22 de agosto de 2007, 17:00 | Siria        | 1:2 (0:0) | España                    | Estadio de Ulsan, Ulsan                                            |                                                                    |
|                             | Solaiman 70' | Reporte   | Mérida 56' · Aquino 90+1' | Asistencia: 3.200 espectadores Árbitro(s): Craig Thomson (Escocia) | Asistencia: 3.200 espectadores Árbitro(s): Craig Thomson (Escocia) |

| 22 de agosto de 2007, 20:00 | Argentina                                  | 4:1 (1:1) | Honduras           | Estadio de Ulsan, Ulsan                                             |                                                                     |
|                             | Meza 45+1' · Mazzola 64' 87' · Machuca 71' | Reporte   | Leverón 35' (pen.) | Asistencia: 3.000 espectadores Árbitro(s): Yuichi Nishimura (Japón) | Asistencia: 3.000 espectadores Árbitro(s): Yuichi Nishimura (Japón) |

| 25 de agosto de 2007, 20:00 | Honduras | 0:2 (0:1) | Siria                      | Mundialista de Jeju, Seogwipo                                 |                                                               |
|                             |          | Reporte   | Al Taiar 22' · Alsalih 80' | Asistencia: 430 espectadores Árbitro(s): Rakesh Varman (Fiyi) | Asistencia: 430 espectadores Árbitro(s): Rakesh Varman (Fiyi) |

| 25 de agosto de 2007, 20:00 | España     | 1:1 (0:1) | Argentina   | Estadio de Fútbol, Gwangyang                                            |                                                                         |
|                             | Aquino 68' | Reporte   | Benítez 32' | Asistencia: 5.500 espectadores Árbitro(s): Ravshan Irmatov (Uzbekistán) | Asistencia: 5.500 espectadores Árbitro(s): Ravshan Irmatov (Uzbekistán) |

#### Grupo D
| Equipo  | Pts | PJ | PG | PE | PP | GF | GC | Dif |
| ------- | --- | -- | -- | -- | -- | -- | -- | --- |
| Nigeria | 9   | 3  | 3  | 0  | 0  | 9  | 2  | +7  |
| Francia | 4   | 3  | 1  | 1  | 1  | 4  | 4  | 0   |
| Japón   | 3   | 3  | 1  | 0  | 2  | 4  | 6  | -2  |
| Haití   | 1   | 3  | 0  | 1  | 2  | 3  | 8  | -5  |

| 19 de agosto de 2007, 16:00 | Nigeria                      | 2:1 (1:0) | Francia    | Estadio de Fútbol, Gwangyang                                       |                                                                    |
|                             | Chrisantus 15' · Ibrahim 64' | Reporte   | Saivet 51' | Asistencia: 8.500 espectadores Árbitro(s): Craig Thomson (Escocia) | Asistencia: 8.500 espectadores Árbitro(s): Craig Thomson (Escocia) |

| 19 de agosto de 2007, 19:00 | Japón                                   | 3:1 (1:0) | Haití              | Estadio de Fútbol, Gwangyang                                    |                                                                 |
|                             | Okamoto 42' · Kawano 80' · Kakitani 84' | Reporte   | Guemsly Junior 71' | Asistencia: 8.500 espectadores Árbitro(s): Rakesh Varman (Fiyi) | Asistencia: 8.500 espectadores Árbitro(s): Rakesh Varman (Fiyi) |

| 22 de agosto de 2007, 17:00 | Haití                  | 1:1 (1:1) | Francia       | Estadio de Fútbol, Gwangyang                                         |                                                                      |
|                             | Desrivieres 21' (pen.) | Reporte   | Le Tallec 13' | Asistencia: 4.500 espectadores Árbitro(s): Eddy Maillet (Seychelles) | Asistencia: 4.500 espectadores Árbitro(s): Eddy Maillet (Seychelles) |

| 22 de agosto de 2007, 20:00 | Japón | 0:3 (0:2) | Nigeria                        | Estadio de Fútbol, Gwangyang                                    |                                                                 |
|                             |       | Reporte   | Oseni 21' · Chrisantus 31' 82' | Asistencia: 4.500 espectadores Árbitro(s): Ivan Bebek (Croacia) | Asistencia: 4.500 espectadores Árbitro(s): Ivan Bebek (Croacia) |

| 25 de agosto de 2007, 19:00 | Nigeria                         | 4:1 (3:0) | Haití      | Mundialista de Jeju, Seogwipo                                       |                                                                     |
|                             | Chrisantus 5' 60' · Isa 39' 41' | Reporte   | Joseph 57' | Asistencia: 520 espectadores Árbitro(s): Matthew Breeze (Australia) | Asistencia: 520 espectadores Árbitro(s): Matthew Breeze (Australia) |

| 25 de agosto de 2007, 19:00 | Japón        | 1:2 (1:0) | Francia                   | Estadio de Goyang, Goyang                                               |                                                                         |
|                             | Kakitani 45' | Reporte   | Mehamha 68' · Rivière 70' | Asistencia: 11.054 espectadores Árbitro(s): Grzegorz Gilewski (Polonia) | Asistencia: 11.054 espectadores Árbitro(s): Grzegorz Gilewski (Polonia) |

#### Grupo E
| Equipo         | Pts | PJ | PG | PE | PP | GF | GC | Dif |
| -------------- | --- | -- | -- | -- | -- | -- | -- | --- |
| Túnez          | 9   | 3  | 3  | 0  | 0  | 8  | 3  | +5  |
| Estados Unidos | 3   | 3  | 1  | 0  | 2  | 6  | 7  | -1  |
| Tayikistán     | 3   | 3  | 1  | 0  | 2  | 4  | 5  | -1  |
| Bélgica        | 3   | 3  | 1  | 0  | 2  | 3  | 6  | -3  |

| 20 de agosto de 2007, 17:00 | Bélgica              | 2:4 (2:3) | Túnez                                             | Civic Stadium, Changwon                                             |                                                                     |
|                             | Depauw 27' · Kis 36' | Reporte   | Boughanmi 20' · Ayari 24' · Msakni 42' 79' (pen.) | Asistencia: 8.230 espectadores Árbitro(s): Yuichi Nishimura (Japón) | Asistencia: 8.230 espectadores Árbitro(s): Yuichi Nishimura (Japón) |

| 20 de agosto de 2007, 20:00 | Tayikistán                                                   | 4:3 (2:1) | Estados Unidos                     | Civic Stadium, Changwon                                           |                                                                   |
|                             | Vasiev 32' · Shohzukhurov 43' · Davronov 82' · Fatkuloev 86' | Reporte   | Bates 9' · Garza 48' · Schuler 53' | Asistencia: 4.570 espectadores Árbitro(s): Koman Coulibaly (Malí) | Asistencia: 4.570 espectadores Árbitro(s): Koman Coulibaly (Malí) |

| 23 de agosto de 2007, 17:00 | Estados Unidos     | 1:3 (0:2) | Túnez                                        | Civic Stadium, Changwon                                                 |                                                                         |
|                             | Jeffrey 90' (pen.) | Reporte   | Hadhria 8' (pen.) 45+1' (pen.) · Dkhil 90+4' | Asistencia: 3.115 espectadores Árbitro(s): Hernando Buitrago (Colombia) | Asistencia: 3.115 espectadores Árbitro(s): Hernando Buitrago (Colombia) |

| 23 de agosto de 2007, 20:00 | Tayikistán | 0:1 (0:0) | Bélgica       | Civic Stadium, Changwon                                         |                                                                 |
|                             |            | Reporte   | Benteke 90+2' | Asistencia: 1.400 espectadores Árbitro(s): Rakesh Varman (Fiyi) | Asistencia: 1.400 espectadores Árbitro(s): Rakesh Varman (Fiyi) |

| 26 de agosto de 2007, 16:00 | Bélgica | 0:2 (0:0) | Estados Unidos       | Estadio de Cheonan, Cheonan                                                |                                                                            |
|                             |         | Reporte   | Urso 63' · Bates 71' | Asistencia: 14.927 espectadores Árbitro(s): Salvio Fagundes Filho (Brasil) | Asistencia: 14.927 espectadores Árbitro(s): Salvio Fagundes Filho (Brasil) |

| 26 de agosto de 2007, 16:00 | Túnez      | 1:0 (0:0) | Tayikistán | Complejo Deportivo, Suwon                                             |                                                                       |
|                             | Msakni 83' | Reporte   |            | Asistencia: 1.235 espectadores Árbitro(s): Joel Aguilar (El Salvador) | Asistencia: 1.235 espectadores Árbitro(s): Joel Aguilar (El Salvador) |

#### Grupo F
| Equipo            | Pts | PJ | PG | PE | PP | GF | GC | Dif |
| ----------------- | --- | -- | -- | -- | -- | -- | -- | --- |
| Alemania          | 7   | 3  | 2  | 1  | 0  | 11 | 5  | +6  |
| Ghana             | 6   | 3  | 2  | 0  | 1  | 8  | 5  | +3  |
| Colombia          | 4   | 3  | 1  | 1  | 1  | 9  | 5  | +4  |
| Trinidad y Tobago | 0   | 3  | 0  | 0  | 3  | 1  | 14 | -13 |

| 20 de agosto de 2007, 17:00 | Colombia                           | 3:3 (1:2) | Alemania                          | Estadio de Cheonan, Cheonan                                                |                                                                            |
|                             | Julio 14' · Nazarit 66' (pen.) 88' | Reporte   | Dowidat 34' 49' · Sukuta-Pasu 39' | Asistencia: 7.741 espectadores Árbitro(s): Olegario Benquerenca (Portugal) | Asistencia: 7.741 espectadores Árbitro(s): Olegario Benquerenca (Portugal) |

| 20 de agosto de 2007, 20:00 | Trinidad y Tobago | 1:4 (0:3) | Ghana                                  | Estadio de Cheonan, Cheonan                                                |                                                                            |
|                             | Campbell 80'      | Reporte   | Osei 12' 44' · Adams 45' · Bossman 85' | Asistencia: 11.521 espectadores Árbitro(s): Salvio Fagundes Filho (Brasil) | Asistencia: 11.521 espectadores Árbitro(s): Salvio Fagundes Filho (Brasil) |

| 23 de agosto de 2007, 17:00 | Ghana                | 2:3 (0:3) | Alemania                   | Estadio de Cheonan, Cheonan                                           |                                                                       |
|                             | Osei 52' · Adams 53' | Reporte   | Bigalke 5' · Kroos 12' 27' | Asistencia: 7.516 espectadores Árbitro(s): Joel Aguilar (El Salvador) | Asistencia: 7.516 espectadores Árbitro(s): Joel Aguilar (El Salvador) |

| 23 de agosto de 2007, 20:00 | Trinidad y Tobago | 0:5 (0:1) | Colombia                                               | Estadio de Cheonan, Cheonan                                        |                                                                    |
|                             |                   | Reporte   | Mosquera 22' 63' · Tréllez 60' · Pardo 68' · Serna 72' | Asistencia: 13.537 espectadores Árbitro(s): Koman Coulibaly (Malí) | Asistencia: 13.537 espectadores Árbitro(s): Koman Coulibaly (Malí) |

| 26 de agosto de 2007, 19:00 | Colombia    | 1:2 (0:1) | Ghana                 | Estadio de Ulsan, Ulsan                                            |                                                                    |
|                             | Nazarit 60' | Reporte   | Osei 32' · Yartey 84' | Asistencia: 8.500 espectadores Árbitro(s): Craig Thomson (Escocia) | Asistencia: 8.500 espectadores Árbitro(s): Craig Thomson (Escocia) |

| 26 de agosto de 2007, 19:00 | Alemania                                                 | 5:0 (4:0) | Trinidad y Tobago | Civic Stadium, Changwon                                             |                                                                     |
|                             | Broghammer 5' · Esswein 31' 37' · Funk 39' · Wolze 90+3' | Reporte   |                   | Asistencia: 4.320 espectadores Árbitro(s): Yuichi Nishimura (Japón) | Asistencia: 4.320 espectadores Árbitro(s): Yuichi Nishimura (Japón) |

#### Mejores terceros
| Equipo          | Gr | Pts | PJ | PG | PE | PP | GF | GC | Dif |
| --------------- | -- | --- | -- | -- | -- | -- | -- | -- | --- |
| Colombia        | F  | 4   | 3  | 1  | 1  | 1  | 9  | 5  | +4  |
| Siria           | C  | 4   | 3  | 1  | 1  | 1  | 3  | 2  | +1  |
| Corea del Norte | B  | 4   | 3  | 1  | 1  | 1  | 3  | 7  | -4  |
| Tayikistán      | E  | 3   | 3  | 1  | 0  | 2  | 4  | 5  | -1  |
| Japón           | D  | 3   | 3  | 1  | 0  | 2  | 4  | 6  | -2  |
| Corea del Sur   | A  | 3   | 3  | 1  | 0  | 2  | 2  | 4  | -2  |

Los emparejamientos de los octavos de final fueron definidos de la siguiente manera:
- Partido 1: 1.° del grupo C v 3.° del grupo A/B/F
- Partido 2: 1.° del grupo E v 2.° del grupo D
- Partido 3: 1.° del grupo A v 3.° del grupo C/D/E
- Partido 4: 2.° del grupo B v 2.° del grupo F
- Partido 5: 2.° del grupo A v 2.° del grupo C
- Partido 6: 1.° del grupo D v 3.° del grupo B/E/F
- Partido 7: 1.° del grupo B v 3.° del grupo A/C/D
- Partido 8: 1.° del grupo F v 2.° del grupo E

Los emparejamientos de los partidos 1, 3, 6 y 7 dependen de quienes sean los terceros lugares que se clasifiquen a los octavos de final. La siguiente tabla muestra las diferentes opciones para definir a los rivales de los ganadores de los grupos A, B, C y D.
     – Combinación que se dio en esta edición.
| Si los 4 mejores terceros son de los grupos: | El 1.° del grupo A juega con: | El 1.° del grupo B juega con: | El 1.° del grupo C juega con: | El 1.° del grupo D juega con: |
| -------------------------------------------- | ----------------------------- | ----------------------------- | ----------------------------- | ----------------------------- |
| A, B, C y D                                  | 3.° del grupo C               | 3.° del grupo D               | 3.° del grupo A               | 3.° del grupo B               |
| A, B, C y E                                  | 3.° del grupo C               | 3.° del grupo A               | 3.° del grupo B               | 3.° del grupo E               |
| A, B, C y F                                  | 3.° del grupo C               | 3.° del grupo A               | 3.° del grupo B               | 3.° del grupo F               |
| A, B, D y E                                  | 3.° del grupo D               | 3.° del grupo A               | 3.° del grupo B               | 3.° del grupo E               |
| A, B, D y F                                  | 3.° del grupo D               | 3.° del grupo A               | 3.° del grupo B               | 3.° del grupo F               |
| A, B, E y F                                  | 3.° del grupo E               | 3.° del grupo A               | 3.° del grupo B               | 3.° del grupo F               |
| A, C, D y E                                  | 3.° del grupo C               | 3.° del grupo D               | 3.° del grupo A               | 3.° del grupo E               |
| A, C, D y F                                  | 3.° del grupo C               | 3.° del grupo D               | 3.° del grupo A               | 3.° del grupo F               |
| A, C, E y F                                  | 3.° del grupo C               | 3.° del grupo A               | 3.° del grupo F               | 3.° del grupo E               |
| A, D, E y F                                  | 3.° del grupo D               | 3.° del grupo A               | 3.° del grupo F               | 3.° del grupo E               |
| B, C, D y E                                  | 3.° del grupo C               | 3.° del grupo D               | 3.° del grupo B               | 3.° del grupo E               |
| B, C, D y F                                  | 3.° del grupo C               | 3.° del grupo D               | 3.° del grupo B               | 3.° del grupo F               |
| B, C, E y F                                  | 3.° del grupo E               | 3.° del grupo C               | 3.° del grupo B               | 3.° del grupo F               |
| B, D, E y F                                  | 3.° del grupo E               | 3.° del grupo D               | 3.° del grupo B               | 3.° del grupo F               |
| C, D, E y F                                  | 3.° del grupo C               | 3.° del grupo D               | 3.° del grupo F               | 3.° del grupo E               |

### Segunda fase
|  | Octavos de final | Octavos de final |                 |       | Cuartos de final             | Cuartos de final             |                 |                 | Semifinales | Semifinales |  |  | Final | Final |
|  |                  |                  |                 |       |                              |                              |                 |                 |             |             |  |  |       |       |
|  | 29 de agosto     |                  |                 |       |                              |                              |                 |                 |             |             |  |  |       |       |
|  |                  |                  |                 |       |                              |                              |                 |                 |             |             |  |  |       |       |
|  | España           | 3                |                 |       |                              |                              |                 |                 |             |             |  |  |       |       |
|  | España           | 3                | 1 de septiembre |       |                              |                              |                 |                 |             |             |  |  |       |       |
|  | Corea del Norte  | 0                |                 |       |                              |                              |                 |                 |             |             |  |  |       |       |
|  | Corea del Norte  | 0                | España (p.      | 1 (5) |                              |                              |                 |                 |             |             |  |  |       |       |
|  | 29 de agosto     |                  | España (p.      | 1 (5) |                              |                              |                 |                 |             |             |  |  |       |       |
|  |                  | Francia          | 1 (4)           |       |                              |                              |                 |                 |             |             |  |  |       |       |
|  | Túnez            | Francia          | 1 (4)           | 1     |                              |                              |                 |                 |             |             |  |  |       |       |
|  | Túnez            |                  | 5 de septiembre | 1     |                              |                              |                 |                 |             |             |  |  |       |       |
|  | Francia (t.s.)   | 3                |                 |       |                              |                              |                 |                 |             |             |  |  |       |       |
|  | Francia (t.s.)   | 3                | España (t.s.)   | 2     |                              |                              |                 |                 |             |             |  |  |       |       |
|  | 29 de agosto     |                  | España (t.s.)   | 2     |                              |                              |                 |                 |             |             |  |  |       |       |
|  |                  | Ghana            | 1               |       |                              |                              |                 |                 |             |             |  |  |       |       |
|  | Perú (p.)        | Ghana            | 1               | 1 (5) |                              |                              |                 |                 |             |             |  |  |       |       |
|  | Perú (p.)        | 1 de septiembre  |                 | 1 (5) |                              |                              |                 |                 |             |             |  |  |       |       |
|  | Tayikistán       | 1 (4)            |                 |       |                              |                              |                 |                 |             |             |  |  |       |       |
|  | Tayikistán       | 1 (4)            | Perú            | 0     |                              |                              |                 |                 |             |             |  |  |       |       |
|  | 29 de agosto     |                  | Perú            | 0     |                              |                              |                 |                 |             |             |  |  |       |       |
|  |                  | Ghana            | 2               |       |                              |                              |                 |                 |             |             |  |  |       |       |
|  | Ghana            | Ghana            | 2               | 1     |                              |                              |                 |                 |             |             |  |  |       |       |
|  | Ghana            |                  | 9 de septiembre | 1     |                              |                              |                 |                 |             |             |  |  |       |       |
|  | Brasil           | 0                |                 |       |                              |                              |                 |                 |             |             |  |  |       |       |
|  | Brasil           | 0                | España          | 0 (0) |                              |                              |                 |                 |             |             |  |  |       |       |
|  | 30 de agosto     |                  | España          | 0 (0) |                              |                              |                 |                 |             |             |  |  |       |       |
|  |                  | Nigeria (p.)     | 0 (3)           |       |                              |                              |                 |                 |             |             |  |  |       |       |
|  | Argentina        | Nigeria (p.)     | 0 (3)           | 2     |                              |                              |                 |                 |             |             |  |  |       |       |
|  | Argentina        | 2 de septiembre  |                 | 2     |                              |                              |                 |                 |             |             |  |  |       |       |
|  | Costa Rica       | 0                |                 |       |                              |                              |                 |                 |             |             |  |  |       |       |
|  | Costa Rica       | 0                | Argentina       | 0     |                              |                              |                 |                 |             |             |  |  |       |       |
|  | 30 de agosto     |                  | Argentina       | 0     |                              |                              |                 |                 |             |             |  |  |       |       |
|  |                  | Nigeria          | 2               |       |                              |                              |                 |                 |             |             |  |  |       |       |
|  | Nigeria          | Nigeria          | 2               | 2     |                              |                              |                 |                 |             |             |  |  |       |       |
|  | Nigeria          |                  | 6 de septiembre | 2     |                              |                              |                 |                 |             |             |  |  |       |       |
|  | Colombia         | 1                |                 |       |                              |                              |                 |                 |             |             |  |  |       |       |
|  | Colombia         | 1                | Nigeria         | 3     |                              |                              |                 |                 |             |             |  |  |       |       |
|  | 30 de agosto     |                  | Nigeria         | 3     |                              |                              |                 |                 |             |             |  |  |       |       |
|  |                  | Alemania         | 1               |       | Partido por el tercer puesto | Partido por el tercer puesto |                 |                 |             |             |  |  |       |       |
|  | Inglaterra       | Alemania         | 1               | 3     | Partido por el tercer puesto | Partido por el tercer puesto |                 |                 |             |             |  |  |       |       |
|  | Inglaterra       | 2 de septiembre  | 2 de septiembre | 3     |                              |                              | 9 de septiembre | 9 de septiembre |             |             |  |  |       |       |
|  | Siria            | 2 de septiembre  | 2 de septiembre | 1     |                              |                              | 9 de septiembre | 9 de septiembre |             |             |  |  |       |       |
|  | Siria            | Inglaterra       | 1               | 1     | Ghana                        | 1                            |                 |                 |             |             |  |  |       |       |
|  | 30 de agosto     | Inglaterra       | 1               |       | Ghana                        | 1                            |                 |                 |             |             |  |  |       |       |
|  |                  | Alemania         | 4               |       | Alemania                     | 2                            |                 |                 |             |             |  |  |       |       |
|  | Alemania         | Alemania         | 4               | 2     | Alemania                     | 2                            |                 |                 |             |             |  |  |       |       |
|  | Alemania         |                  |                 | 2     |                              |                              |                 |                 |             |             |  |  |       |       |
|  | Estados Unidos   | 1                |                 |       |                              |                              |                 |                 |             |             |  |  |       |       |
|  | Estados Unidos   | 1                |                 |       |                              |                              |                 |                 |             |             |  |  |       |       |

#### Octavos de final
| 29 de agosto de 2007, 17:00 | España                   | 3:0 (1:0) | Corea del Norte | Estadio de Ulsan, Ulsan                                                   |                                                                           |
|                             | Bojan 35' 61' · Iago 75' |           |                 | Asistencia: 8.500 espectadores Árbitro(s): Salvio Fagundes Filho (Brasil) | Asistencia: 8.500 espectadores Árbitro(s): Salvio Fagundes Filho (Brasil) |

| 29 de agosto de 2007, 17:00 | Túnez       | 1:3 (1:1, 0:0) (t. s.) | Francia                         | Civic Stadium, Changwon                                                 |                                                                         |
|                             | Hadhria 49' |                        | Saivet 43' · Le Tallec 99' 105' | Asistencia: 2.150 espectadores Árbitro(s): Ravshan Irmatov (Uzbekistán) | Asistencia: 2.150 espectadores Árbitro(s): Ravshan Irmatov (Uzbekistán) |

| 29 de agosto de 2007, 20:00 | Perú                                       | 1:1 (1:1, 1:1) (t. s.)(5:4 p.) | Tayikistán                                                 | Complejo Deportivo, Suwon                                             |                                                                       |
|                             | Manco 13'                                  |                                | Davronov 15'                                               | Asistencia: 1.150 espectadores Árbitro(s): Matthew Breeze (Australia) | Asistencia: 1.150 espectadores Árbitro(s): Matthew Breeze (Australia) |
|                             |                                            | Tiros desde el punto penal     |                                                            |                                                                       |                                                                       |
|                             | Trujillo · Calderón · Ruiz · Manco · Ávila |                                | Vasiev · Radzhabov · Abdulloev · Fastkhuloev · Tukhtasunov |                                                                       |                                                                       |

| 29 de agosto de 2007, 20:00 | Ghana      | 1:0 (0:0) | Brasil | Estadio de Fútbol, Gwangyang                                           |                                                                        |
|                             | Donkor 51' |           |        | Asistencia: 5.500 espectadores Árbitro(s): Grzegorz Gilewski (Polonia) | Asistencia: 5.500 espectadores Árbitro(s): Grzegorz Gilewski (Polonia) |

| 30 de agosto de 2007, 17:00 | Argentina     | 2:0 (2:0) | Costa Rica | Estadio de Goyang, Goyang                                                  |                                                                            |
|                             | Sauro 25' 41' |           |            | Asistencia: 5.698 espectadores Árbitro(s): Olegario Benquerenca (Portugal) | Asistencia: 5.698 espectadores Árbitro(s): Olegario Benquerenca (Portugal) |

| 30 de agosto de 2007, 17:00 | Nigeria            | 2:1 (0:0) | Colombia    | Estadio de Fútbol, Gwangyang                                    |                                                                 |
|                             | Isa 78' · Alfa 83' |           | Tréllez 62' | Asistencia: 4.500 espectadores Árbitro(s): Ivan Bebek (Croacia) | Asistencia: 4.500 espectadores Árbitro(s): Ivan Bebek (Croacia) |

| 30 de agosto de 2007, 20:00 | Inglaterra                                      | 3:1 (2:0) | Siria     | Mundialista de Jeju, Seogwipo                                           |                                                                         |
|                             | Lansbury 17' (pen.) · Pearce 45+2' · Murphy 62' |           | Ajouz 51' | Asistencia: 1.650 espectadores Árbitro(s): Hernando Buitrago (Colombia) | Asistencia: 1.650 espectadores Árbitro(s): Hernando Buitrago (Colombia) |

| 30 de agosto de 2007, 20:00 | Alemania            | 2:1 (0:0) | Estados Unidos | Estadio de Cheonan, Cheonan                                         |                                                                     |
|                             | Sukuta-Pasu 65' 89' |           | Bates 90+2'    | Asistencia: 15.069 espectadores Árbitro(s): Craig Thomson (Escocia) | Asistencia: 15.069 espectadores Árbitro(s): Craig Thomson (Escocia) |

#### Cuartos de final
| 1 de septiembre de 2007, 16:00 | España                                   | 1:1 (1:1, 0:0) (t. s.)(5:4 p.) | Francia                                         | Mundialista de Jeju, Seogwipo                                         |                                                                       |
|                                | Jordi 72'                                |                                | Le Tallec 52'                                   | Asistencia: 2.310 espectadores Árbitro(s): Joel Aguilar (El Salvador) | Asistencia: 2.310 espectadores Árbitro(s): Joel Aguilar (El Salvador) |
|                                |                                          | Tiros desde el punto penal     |                                                 |                                                                       |                                                                       |
|                                | Nacho · Sergio · Bojan · Mérida · Aquino |                                | Sakho · Le Tallec · Bourgeois · M'Vila · Ndiaye |                                                                       |                                                                       |

| 1 de septiembre de 2007, 19:00 | Ghana                  | 2:0 (1:0) | Perú | Civic Stadium, Changwon                                             |                                                                     |
|                                | Adams 45+1' · Osei 53' |           |      | Asistencia: 7.555 espectadores Árbitro(s): Yuichi Nishimura (Japón) | Asistencia: 7.555 espectadores Árbitro(s): Yuichi Nishimura (Japón) |

| 2 de septiembre de 2007, 16:00 | Argentina | 0:2 (0:2) | Nigeria                              | Estadio de Cheonan, Cheonan                                            |                                                                        |
|                                |           |           | Haruna 33' (pen.) · Chrisantus 45+2' | Asistencia: 14.581 espectadores Árbitro(s): Matthew Breeze (Australia) | Asistencia: 14.581 espectadores Árbitro(s): Matthew Breeze (Australia) |

| 2 de septiembre de 2007, 19:00 | Inglaterra | 1:4 (0:0) | Alemania                                             | Estadio de Goyang, Goyang                                                  |                                                                            |
|                                | Murphy 65' |           | Rudy 50' · Sukuta-Pasu 56' · Dowidat 74' · Kroos 87' | Asistencia: 12.560 espectadores Árbitro(s): Salvio Fagundes Filho (Brasil) | Asistencia: 12.560 espectadores Árbitro(s): Salvio Fagundes Filho (Brasil) |

#### Semifinales
| 5 de septiembre de 2007, 19:00 | España                  | 2:1 (1:1, 0:0) (t. s.) | Ghana     | Estadio de Ulsan, Ulsan                                                   |                                                                           |
|                                | Aquino 67' · Bojan 116' |                        | Adams 80' | Asistencia: 9.700 espectadores Árbitro(s): Salvio Fagundes Filho (Brasil) | Asistencia: 9.700 espectadores Árbitro(s): Salvio Fagundes Filho (Brasil) |

| 6 de septiembre de 2007, 19:00 | Nigeria                                    | 3:1 (2:1) | Alemania  | Complejo Deportivo, Suwon                                             |                                                                       |
|                                | Chrisantus 10' · Alfa 18' · Akinsola 90+4' |           | Kroos 33' | Asistencia: 3.472 espectadores Árbitro(s): Joel Aguilar (El Salvador) | Asistencia: 3.472 espectadores Árbitro(s): Joel Aguilar (El Salvador) |

#### Tercer lugar
| 9 de septiembre de 2007, 16:00 | Ghana    | 1:2 (0:1) | Alemania                  | Estadio Mundialista, Seúl                                                   |                                                                             |
|                                | Osei 67' |           | Kroos 17' · Esswein 90+2' | Asistencia: 22.345 espectadores Árbitro(s): Olegario Benquerença (Portugal) | Asistencia: 22.345 espectadores Árbitro(s): Olegario Benquerença (Portugal) |

#### Final
| 9 de septiembre de 2007, 19:00 | España                         | 0:0 (t. s.)(0:3 p.)        | Nigeria                | Estadio Mundialista, Seúl                                            |  |
|                                |                                |                            |                        | Asistencia: 36.125 espectadores Árbitro(s): Yuichi Nishimura (Japón) |  |
|                                |                                | Tiros desde el punto penal |                        |                                                                      |  |
|                                | Illarramendi · Mérida · Falqué |                            | Edile · Joshua · Oseni |                                                                      |  |

## Posiciones finales

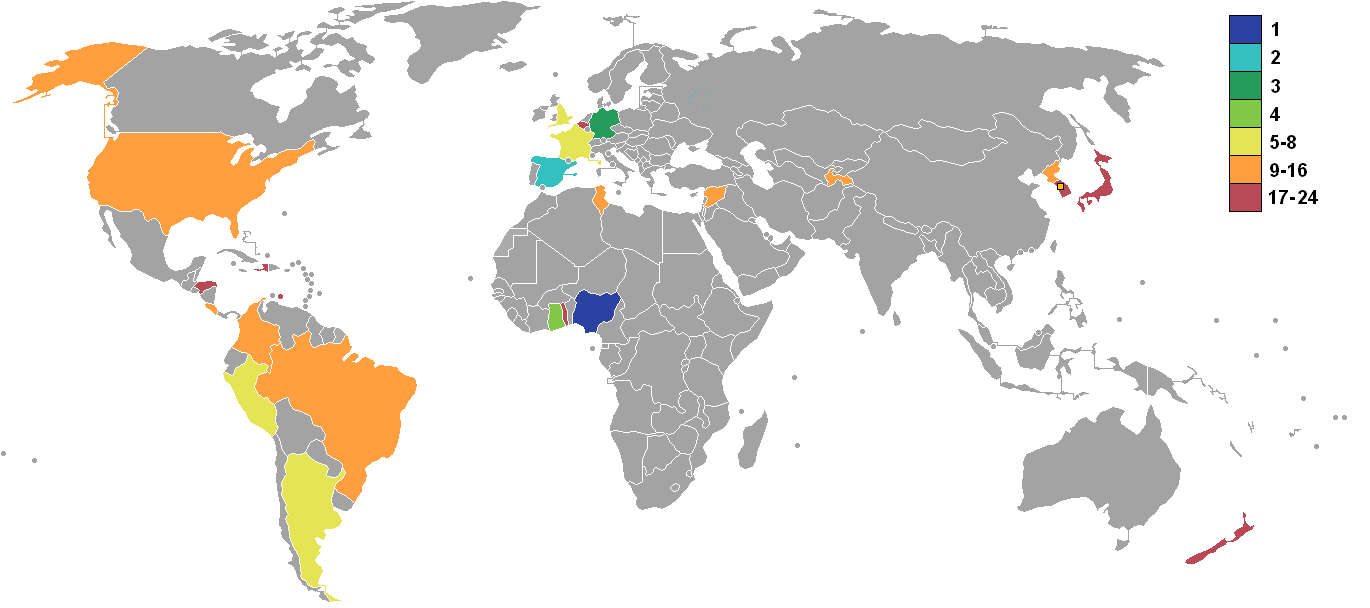
Mapa de los resultados de la Copa

| Equipo | Equipo            | Pts | PJ | PG | PE | PP | GF | GC | Dif | Rend. |
| ------ | ----------------- | --- | -- | -- | -- | -- | -- | -- | --- | ----- |
| 1      | Nigeria           | 19  | 7  | 6  | 1  | 0  | 16 | 4  | +12 | 90,5% |
| 2      | España            | 15  | 7  | 4  | 3  | 0  | 13 | 6  | +7  | 71,4% |
| 3      | Alemania          | 16  | 7  | 5  | 1  | 1  | 20 | 11 | +9  | 76,2% |
| 4      | Ghana             | 12  | 7  | 4  | 0  | 3  | 13 | 9  | +4  | 52,4% |
| 5      | Inglaterra        | 10  | 5  | 3  | 1  | 1  | 12 | 7  | +5  | 66,6% |
| 6      | Argentina         | 8   | 5  | 2  | 2  | 1  | 7  | 4  | +3  | 53,3% |
| 7      | Francia           | 8   | 5  | 2  | 2  | 1  | 8  | 6  | +2  | 53,3% |
| 8      | Perú              | 8   | 5  | 2  | 2  | 1  | 3  | 3  | 0   | 53,3% |
| 9      | Túnez             | 9   | 4  | 3  | 0  | 1  | 9  | 6  | +3  | 75%   |
| 10     | Brasil            | 6   | 4  | 2  | 0  | 2  | 14 | 4  | +10 | 50%   |
| 11     | Colombia          | 4   | 4  | 1  | 1  | 2  | 10 | 7  | +3  | 33,3% |
| 12     | Tayikistán        | 4   | 4  | 1  | 1  | 2  | 5  | 6  | -1  | 33,3% |
| 13     | Siria             | 4   | 4  | 1  | 1  | 2  | 4  | 5  | -1  | 33,3% |
| 14     | Costa Rica        | 4   | 4  | 1  | 1  | 2  | 3  | 4  | -1  | 33,3% |
| 15     | Corea del Norte   | 4   | 4  | 1  | 1  | 2  | 3  | 7  | -4  | 33,3% |
| 16     | Estados Unidos    | 3   | 4  | 1  | 0  | 3  | 7  | 9  | -2  | 25%   |
| 17     | Bélgica           | 3   | 3  | 1  | 0  | 2  | 4  | 5  | -1  | 33,3% |
| 18     | Japón             | 3   | 3  | 1  | 0  | 2  | 4  | 6  | -2  | 33,3% |
| 19     | Corea del Sur     | 3   | 3  | 1  | 0  | 2  | 2  | 3  | -1  | 33,3% |
| 20     | Togo              | 2   | 3  | 0  | 2  | 1  | 2  | 3  | -1  | 22,2% |
| 21     | Haití             | 1   | 3  | 0  | 1  | 2  | 3  | 8  | -5  | 11,1% |
| 22     | Honduras          | 0   | 3  | 0  | 0  | 3  | 3  | 10 | -7  | 0%    |
| 23     | Trinidad y Tobago | 0   | 3  | 0  | 0  | 3  | 1  | 14 | -13 | 0%    |
| 24     | Nueva Zelanda     | 0   | 3  | 0  | 0  | 3  | 0  | 13 | -13 | 0%    |

## Goleadores
| Jugador             | Selección      | Goles |
| ------------------- | -------------- | ----- |
| Macauley Chrisantus | Nigeria        | 7     |
| Ransford Osei       | Ghana          | 6     |
| Bojan Krkić         | España         | 5     |
| Toni Kroos          | Alemania       | 5     |
| Saddick Adams       | Ghana          | 4     |
| Damien Le Tallec    | Francia        | 4     |
| Daniel Aquino       | España         | 4     |
| Cristian Nazarit    | Colombia       | 3     |
| Mykell Bates        | Estados Unidos | 3     |
| Nour Hadhria        | Túnez          | 3     |
| Sheriff Isa         | Nigeria        | 3     |
| Youseff Msakni      | Túnez          | 3     |
| Victor Moses        | Inglaterra     | 3     |
| Fábio da Silva      | Brasil         | 3     |
| Jordi Pablo         | España         | 3     |
| Richard Sukuta-Pasu | Alemania       | 3     |